# Fallen (álbum de Evanescence)
Fallen é o álbum de estreia da banda de metal alternativo norte-americana Evanescence, lançado em 4 de março de 2003 através da Wind-up Records. Os integrantes fundadores, a cantora e pianista Amy Lee e o guitarrista Ben Moody, começaram a escrever e gravar músicas como Evanescence em 1994 e, após lançarem dois EPs e um CD demo, assinaram com a Wind-up em janeiro de 2001. Algumas das canções de seus lançamento independentes foram incluídas em Fallen. O álbum foi gravado entre agosto e dezembro de 2002 em múltiplos estúdios da Califórnia. É o único álbum de estúdio de Evanescence com Moody, que saiu da banda em outubro de 2003.
O álbum gerou quatro singles: "Bring Me to Life", "Going Under", "My Immortal" e "Everybody's Fool". "Bring Me to Life" e "My Immortal" alcançaram o top dez em mais de dez países, incluindo os Estados Unidos, Reino Unido e Austrália. Fallen é o álbum com o melhor desempenho comercial de Evanescence, vendendo mais de dez milhões de cópias nos EUA e mais de 17 milhões de cópias mundialmente, tornando-se um dos álbuns mais vendidos do século XXI. Estreou na sétima posição da Billboard 200 com 141.000 cópias vendidas em sua primeira semana, e alcançou a terceira posição em junho de 2003. O álbum atingiu o topo das tabelas de mais de dez países. Em novembro de 2022, recebeu o certificado de diamante pela Recording Industry Association of America (RIAA)
Fallen recebeu avaliações geralmente positivas dos críticos musicais. Evanescence recebeu cinco indicações no 46º Grammy Awards: Álbum do Ano, Melhor Álbum de Rock, Melhor Canção de Rock, Melhor Performance de Hard Rock e Melhor Novo Artista, vencendo os dois últimos. Na cerimônia do ano seguinte, "My Immortal" foi indicada ao prêmio de Melhor Performance Vocal Pop por Duo ou Grupo. A banda embarcou em sua primeira turnê com a The Fallen Tour em 2003. Um álbum ao vivo e um DVD com filmagens dos bastidores foi lançado em 2004, intitulado Anywhere but Home.

## Antecedentes e gravações
Após a formação do Evanescence em 1995 por Amy Lee e Ben Moody, a banda lançou três extended plays (EP) e um CD demo; em janeiro de 2001, assinaram com sua primeira gravadora, Wind-up. O processo de escrita do álbum teve um período de oito anos. Durante uma entrevista à MTV, Ben Moody revelou que ele nunca escreveu junto com Lee, acrescentando: "talvez duas ou três vezes em oito anos que nós realmente sentamos e escrevemos juntos na mesma sala".

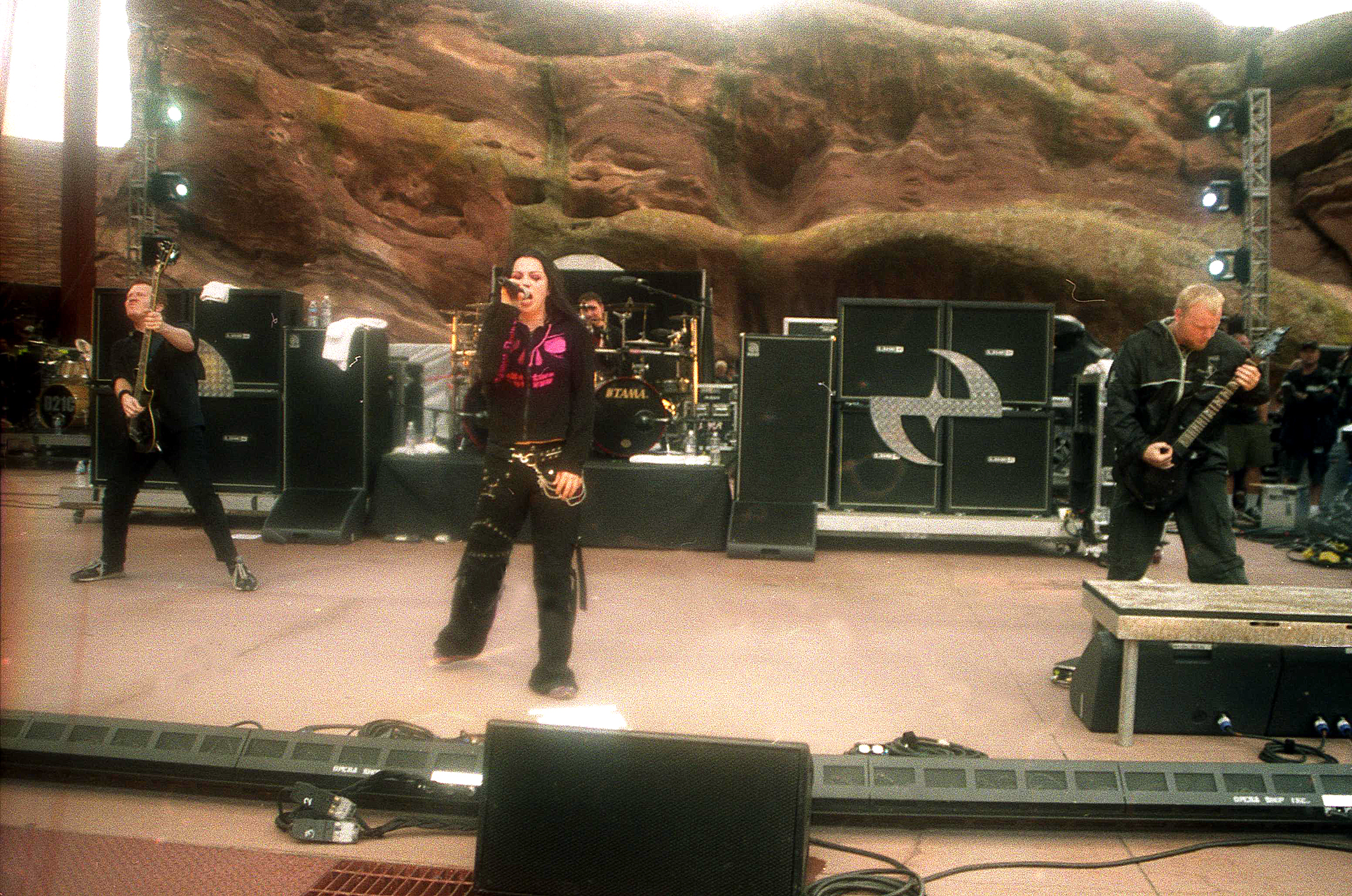
Evanescence se apresentando em 2003 em Denver.

O álbum foi gravado nos estúdios Track Record, NRG Recording Studios, Ocean Studios e Conway Recording Studios, todos na Califórnia. Diferentes faixas foram gravadas como demos antes das sessões de gravação do álbum, incluindo "My Immortal", "Imaginary", e "Whisper" que apareceram em trabalhos anteriores da banda. O disco foi gravado e mixado entre final de agosto e início de dezembro de 2002. O trabalho de gravação para Fallen começou no Ocean Studios, em Burbank, Califórnia, onde a maior parte de "Bring Me to Life" foi gravada para a trilha sonora do filme Daredevil, antes da produção completa do disco. Para essa música, Jay Baumgardner usou diversos mixes em seu estúdio, NRG Recording Studios, em North Hollywood, Los Angeles, em uma SSL 9000 J. Trilhas de bateria foram registradas no Ocean Studios, com Josh Freese tocando para diversas faixas, contendo guitarras e vocais em estéreo nas músicas selecionadas.
No restante da bateria, Fortman disse que usou um D112 no interior do tambor de pontapé, uma U47 na parte externa, um altifalante NS-10 como um microfone externo. O produtor correu 414s no prato de condução e chimbal. Ele gravou a bateria em duas polegadas de fita em uma máquina Studer e depois passou para um Pro Tools. As guitarras (Gibson Les Paul, Gibson SG, Mesa Boogie, Marshall Amplifiers) foram gravadas no Mad Dog Studios em Burbank, Califórnia com um antigo amplificador Mesa/Boogie. Os vocais de Lee, o piano e as vozes de fundo pelo coral The Millennium Choir foram gravados no NRG Recording Studios. As partes da orquestra foram arranjadas por David Hodges e David Campbell, exceto em "My Immortal", que foi feito pelo compositor Graeme Revell. A mixagem para o álbum teve um período de duas semanas no Conway Recording Studios em North Hollywood, enquanto o álbum foi masterizado por Ted Jensen no Sterling Sound, em Nova York.

## Composição

### Canções e letras
"Eu não quero que soe muito digital. Eu amo eletrônica e eu amo a manipulação digital, mas eu queria primeiro estabelecer-nos como uma banda de rock de verdade. Na verdade, estamos fazendo todas essas coisas: As cordas são reais, os coros são reais, o piano é real [...] Eu acho que uma das características mais positivas sobre o álbum é que parece assistir a um filme de frente para trás."

De acordo com Amy Lee, "Going Under" é sobre um relacionamento anterior emocionalmente e fisicamente prejudicial, dizendo: "É sobre quando você está no fim de tudo, quando você está no ponto em que você percebe que algo tem de mudar, que você não pode continuar a viver na situação que você está vivendo. É legal. É uma canção muito forte." Foi a última canção escrita para o álbum, e foi originalmente planejado para ser o primeiro single, no entanto, "Bring Me to Life" foi escolhida devido a sua aparição na trilha sonora de Daredevil, sendo lançado como o segundo single.
"Bring Me to Life" é uma canção de rock, metal alternativo e metal gótico situado em um tempo comum e realizado em um ritmo moderado de 96 batidas por minuto. Ele foi escrito por Lee, Ben Moody e David Hodges, e foi inspirado por um incidente que ocorreu enquanto ela estava sentada em um restaurante quando um conhecido de Lee perguntou se ela estava feliz em seu relacionamento atual. Foi então que Lee percebeu que ela era, de fato, infeliz em seu atual relacionamento e expressou que ela sentiu que tinha sido "acordada", daí a letra "wake me up inside / acorde-me por dentro". Lee também confirmou que a canção era sobre seu amigo de longa data Josh Hartzler, com quem se casou em 2007.
"Everybody's Fool" foi escrita por Lee, Moody e Hodges e é sobre celebridades que têm imagens completamente falsas. Em entrevista à VH1, Lee afirmou: "Minha irmã estava realmente ficando obcecada por essas coisas, eu não quero ofender ninguém, mas são ídolos femininos falsos, idiotas e vagabundas, e isso realmente me irritou. Ela começou a se vestir como eles e como ela havia oito anos, eu conversei com ela e escrevi essa canção.
"My Immortal" é uma balada no piano, e foi escrita por Moody, enquanto a ponte foi adicionada por Lee durante as gravações posteriores, e é baseado em um conto contado por Ben; ele também confirmou no encarte do álbum que ele dedicou ao seu avô, Bill Holcomb.
"Haunted" também é baseada em um conto contado por Moody, que foi publicado no site da banda, EvBoard.
"Tourniquet" foi originalmente escrita pela banda de metal cristão Soul Embraced, que incluía o ex-membro Rocky Gray antes de se juntar ao Evanescence.
"Hello", foi escrita em homenagem a irmã mais nova de Lee, que faleceu aos três anos de idade devido a uma doença não identificada.
"My Last Breath" foi escrita por Lee, Moody e Hodges, e foi inspirado pelos ataques de 11 de setembro de 2001.

## Recepção

### Resposta da crítica
| Críticas profissionais | Críticas profissionais |
| Avaliações da crítica  | Avaliações da crítica  |
| Fonte                  | Avaliação              |
| ---------------------- | ---------------------- |
| Allmusic               | [ 1 ]                  |
| Blender                | [ 17 ]                 |
| Entertainment Weekly   | B−                     |
| PopMatters             | (mistas)               |
| Rolling Stone          | [ 20 ]                 |
| Spin                   | [ 21 ]                 |

Fallen recebeu críticas mistas e positivas dos críticos de música. Johnny Loftus do Allmusic marcou quatro estrelas de cinco, dizendo: "O álbum não inclui flashes de nu metal em alguns singles ("Everybody's Fool", "Going Under"). Mas é o rock gótico sinfônico de grupos como Type O Negative que influencia a maior parte de Fallen". Entertainment Weekly também fez uma revisão geral positiva, marcando o álbum com um B−, dizendo: "o gênero agora muito mais velho para ser chamado de nu metal, geralmente não é associado à grandes vocalistas – e muito menos do sexo feminino. A vocalista sombria do Arkansas, Amy Lee, é uma exceção". Kirk Miller da Rolling Stone fez uma revisão mista, marcando três de cinco estrelas para o álbum, dizendo: "Quando a vocalista Amy Lee canta sobre a mentira 'na minha terra de flores de papel' ou 'remorso sanguinário e traição', ela dá à Fallen um tom espiritual assustador que falta em garotos do nu metal". Adrien Begrand do PopMatters avaliou o álbum negativamente, dizendo: "é basicamente banal e mudo como tudo em seu gênero, tem apenas um pequeno punhado de momentos transcendentes, mas com uma completa falta de ousadia musical". No entanto, ele elogiou os vocais de Lee, "crescente, encantador e angelical", dizendo que "o Evanescence não seria nada" sem ela. Christa Titus da Billboard chamou Fallen de "altamente polido". Melissa Maerz da revista Spin classificou o álbum com quatro de cinco estrelas, afirmando: "O nu metal recebe uma pulverização teatral de Andrew Lloyd Webber em níveis A do piano, acrescentando seções de cordas, e aborda questões com letras maiúsculas, Deus ('Tourniquet'), Amor ('Going Under') e Morte ('Bring Me to Life') – com a grandeza que elas merecem".

### Performance comercial

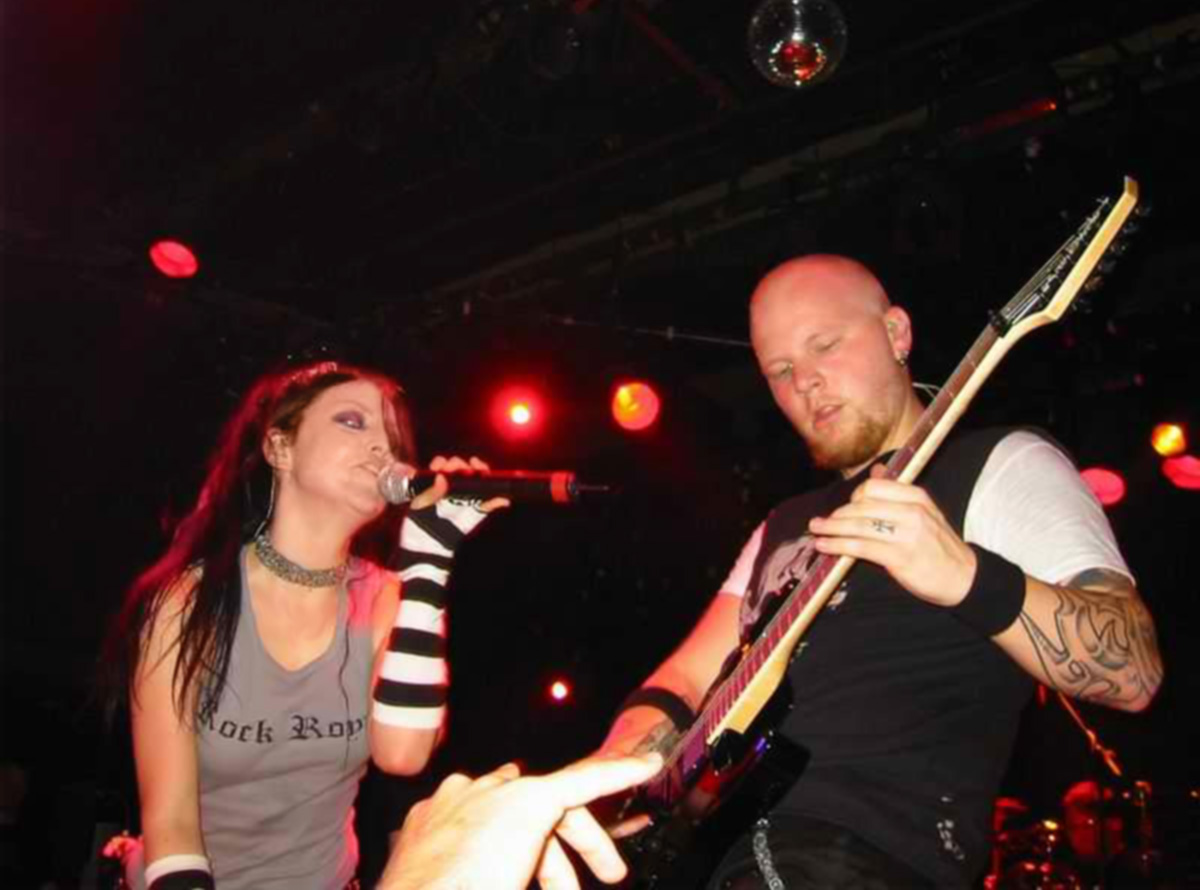
Evanescence durante concerto em 2003 em Barcelona.

Fallen foi um sucesso comercial, vendendo mais de 17 milhões de cópias desde o seu lançamento em 2003. Na parada Billboard 200, o álbum estreou na sétima posição, com mais de 141 mil cópias vendidas em sua primeira semana. Nos Estados Unidos, o disco já vendeu mais de 7.6 milhões de cópias. Fallen foi o oitavo álbum mais vendido em 2004 e o décimo-nono álbum mais vendido da década de 2000. Em outubro de 2011, o disco passou 106 semanas na Billboard 200, com 58 semanas no top 20. Alcançou a terceira posição da Billboard 200 em 14 de junho de 2003, e reentrou na parada em 13 de março de 2010 na posição 192. O álbum passou 232 semanas na Top Pop Catalog após sair da Billboard 200. A Recording Industry Association of America (RIAA) certificou o disco com platina em abril de 2003, e em junho de 2008 havia recebido sete vezes platina.
Na parada UK Albums Chart, Fallen estreou no número 18 vendendo 15.589 cópias. Chegou ao número um com 38.570 cópias sete semanas depois, após "Bring Me to Life" ficar no topo da parada UK Singles Chart. No entanto, vendeu mais de 56.193 cópias em dezembro de 2003, que se tornou sua maior semana de vendas, embora fosse no número 28 da mesma semana. Mais tarde, passou 33 semanas no top 20, e 60 semanas dentro do top 75. O álbum reentrou nas paradas do Reino Unido no número 35 após a semana do lançamento do segundo álbum de estúdio da banda, The Open Door. Em outubro de 2011, o álbum já havia vendido mais de 1.367.900 cópias no Reino Unido. O álbum também foi um sucesso internacional, no topo das paradas em mais de dez países, e dentro do top 10 de mais de vinte países. Depois de passar mais de três meses no top 10 na Canadian Albums Chart, o álbum alcançou a posição número um em 13 de agosto de 2003, com a venda de 8.900 exemplares de acordo com dados compilados pela Nielsen SoundScan.

### Controvérsias
O álbum Fallen foi originalmente promovido em lojas cristãs. Mais tarde, a banda deixou claro que não queriam ser considerados parte do gênero rock cristão, como os companheiros de gravadora, Creed. Em abril de 2003, o presidente da gravadora Wind-up Records, Alan Meltzer, enviou uma carta às rádio cristãs e lojas de varejo para explicar que, apesar da "sustentação espiritual, que despertou interesse e entusiasmo na comunidade religiosa cristã, o Evanescence são uma banda secular, e para tais verem sua música como entretenimento". Portanto, ele escreveu: "Wind-up sente fortemente em dizer que não pertencem mais aos mercados cristãos". Quase imediatamente após o recebimento da carta, muitas estações de rádio cristãs retiraram as canções de Fallen de suas listas. Terry Hemmings, diretor executivo da distribuidora de música cristã Provident, expressou sua perplexidade, dizendo: "Eles entenderam claramente o álbum seria vendido nestes canais". Em 2006, Amy Lee disse à Billboard que ela havia se oposto a ser identificada como uma "banda cristã" desde o início. Ela ainda acrescentou: "Podemos por favor pular essa coisa cristã, eu sou contra isso desde o início. Eu nunca quis ser associado a isso, era coisa de Ben, acabou. É um novo dia".

## Turnê

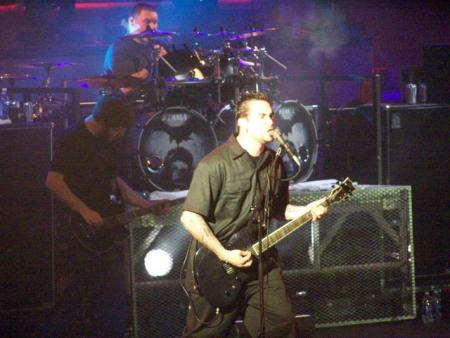
Evanescence durante concerto da Fallen Tour em 2004

Para promover o álbum Fallen, a banda realizou uma série de concertos ao redor do mundo, a turnê recebeu o nome de Fallen Tour. A primeira apresentação ocorreu em 13 de janeiro de 2003 na cidade natal da banda, Little Rock, Arkansas em uma cafeteria para um pequeno público; neste mesmo show foi lançado Mystary EP, uma prévia do álbum Fallen. A partir de 24 de janeiro, iniciou-se uma série de shows por todo o território americano, encerrando em 26 de maio na cidade de Burgettstown, Pensilvânia. Dias depois, a banda realizou o primeiro concerto internacional em Barcelona na Espanha que foi seguido por uma pequena turnê no continente europeu. Em 7 de junho de 2003, o Evanescence se apresentou no festival alemão Rock am Ring, sendo este o concerto com maior público até então.
Em julho daquele mesmo ano, a banda realizou quatro concertos na Austrália e Japão, que foram seguidos por uma extensa turnê americana em agosto e setembro de 2003. No mês seguinte, a banda viajou para a Europa e realizou 24 shows em diversos países. Na manhã de 24 de outubro de 2003, horas antes do show em Berlim na Alemanha, o guitarrista e cofundador do Evanescence, Ben Moody, deixou a banda alegando "diferenças criativas"; o guitarrista da banda Cold, Terry Balsamo foi convidado para substituir Moody até o fim da turnê, porém acabou por integrar a banda oficialmente.
Em janeiro de 2004, a banda voltou à Oceânia e ao Japão com 14 shows ao total. Em fevereiro retornou aos Estados Unidos para uma turnê que durou até maio de 2004; semanas depois a banda excursionou pela Europa, afim de realizar a última turnê no continente. O concerto em Paris na França foi utilizado para a gravação do álbum ao vivo Anywhere but Home, liberado meses depois em novembro de 2004. Em 30 de maio, a banda se apresentou no festival Rock in Rio Lisboa juntamente com as bandas Kings of Leon, Foo Fighters, Charlie Brown Jr. e Seether. Em julho daquele mesmo ano, a banda retornou à América do Norte para realizar os últimos shows da turnê que foi encerrada em 14 de agosto de 2004 na Alltel Arena em Little Rock, com 208 concertos realizados.

## Lista de faixas
| N.º            | Título                                                                 | Compositor(es)                   | Duração |  |
| 1.             | "Going Under"                                                          | Amy Lee, Ben Moody, David Hodges | 3:35    |  |
| 2.             | "Bring Me to Life" (com participação de Paul McCoy da banda 12 Stones) | Lee, Moody, Hodges               | 3:58    |  |
| 3.             | "Everybody's Fool"                                                     | Lee, Moody, Hodges               | 3:16    |  |
| 4.             | "My Immortal"                                                          | Lee, Moody                       | 4:24    |  |
| 5.             | "Haunted"                                                              | Lee, Moody, Hodges               | 3:06    |  |
| 6.             | "Tourniquet" (cover de Soul Embraced)                                  | Lee, Moody, Hodges, Rocky Gray   | 4:38    |  |
| 7.             | "Imaginary"                                                            | Lee, Moody                       | 4:17    |  |
| 8.             | "Taking Over Me"                                                       | Lee, Moody, Hodges, John LeCompt | 3:50    |  |
| 9.             | "Hello"                                                                | Lee, Moody, Hodges               | 3:40    |  |
| 10.            | "My Last Breath"                                                       | Lee, Moody, Hodges               | 4:08    |  |
| 11.            | "Whisper"                                                              | Lee, Moody                       | 5:27    |  |
| Duração total: | Duração total:                                                         | Duração total:                   | 48:52   |  |

| Faixa bônus da versão japonesa |                                                                              |                    |         |  |
| N.º                            | Título                                                                       | Compositor(es)     | Duração |  |
| 12.                            | "Farther Away"                                                               | Lee, Moody, Hodges | 3:58    |  |
| 13.                            | "My Immortal" (versão da banda; disponível apenas em prensagens posteriores) | Lee, Moody         | 4:33    |  |

| Edição limitada em DVD |                                         |         |  |
| N.º                    | Título                                  | Duração |  |
| 1.                     | "Bring Me to Life" (videoclipe oficial) | 4:13    |  |

## Créditos
Os créditos foram tomados a partir de Allmusic, e do encarte do álbum Fallen.